# Charles da Silva
Wether Thiers Charles da Silva Mota (São Paulo, 11 de marzo de 1984), más conocido como Charles da Silva, es un exfutbolista y actual entrenador brasileño nacionalizado boliviano. Jugaba como centrocampista y su último equipo fue Aurora de la Primera División de Bolivia.

## Trayectoria
Su carrera deportiva comenzó en el modesto Tabla de la Sierra, un club que lo lanzó a la fama para ser llamado a las selecciones sub-17 y sub-18 del fútbol brasileño.
Pasó por clubes brasileños como el Juventus, Sao Paulo, Santos, San Benito, Paraguense y Ponte Petra, todos de la región de Sao Paulo.
En 2007 se fue a Paraguay donde jugó en el 2 de Mayo, Trinidense y Sportivo Luqueño.
En 2009 llegó a Bolívar donde logró buenas actuaciones y se coronó campeón del torneo Apertura de ese año.
De Bolívar pasó al fútbol árabe, a Al Raed, de Arabia Saudita, donde se quedó poco tiempo y volvió a Brasil para militar en el Pelotas y el Guarantinguetá. 
En 2012 retorna a Aurora, luego pasa a Nacional Potosí y marcha a Chipre para jugar en el Ermis Aradippou.
Volvió a Bolivia para jugar en San José y después en Aurora con el que salió campeón de la Copa Simón Bolívar y de esa forma logró el ascenso.
Always Ready lo fichó en 2017 para ascender, pero no lo consiguió, por lo que retorna a Aurora en 2018

## Clubes

### Como jugador
| Club                | País           | Año         |
| ------------------- | -------------- | ----------- |
| 2 de Mayo           | Paraguay       | 2007        |
| Sportivo Trinidense | Paraguay       | 2007        |
| Sportivo Luqueño    | Paraguay       | 2008        |
| 2 de Mayo           | Paraguay       | 2008        |
| Bolívar             | Bolivia        | 2009-2010   |
| Al-Raed             | Arabia Saudita | 2010-2012   |
| E. C. Pelotas       | Brasil         | 2012        |
| Guaratinguetá       | Brasil         | 2012        |
| Aurora              | Bolivia        | 2012 - 2014 |
| Nacional Potosí     | Bolivia        | 2014 - 2015 |
| Ermis Aradippou     | Chipre         | 2015        |
| San José            | Bolivia        | 2016        |
| Aurora              | Bolivia        | 2016 - 2017 |
| Always Ready        | Bolivia        | 2017        |
| Aurora              | Bolivia        | 2018 - 2019 |

### Como entrenador
| Club   | País    | Año  |
| ------ | ------- | ---- |
| Aurora | Bolivia | 2019 |

## Palmarés

### Títulos nacionales
| Título             | Club    | País    | Año           |
| ------------------ | ------- | ------- | ------------- |
| Primera División   | Bolívar | Bolivia | Apertura 2009 |
| Copa Simón Bolívar | Aurora  | Bolivia | 2016/2017     |